# Sites des Jeux olympiques et paralympiques d'été de 2024
Cette liste présente les sites des Jeux olympiques et paralympiques d'été de 2024 qui auront lieu à Paris, capitale de la France.

## Sites prévus selon la phase II de la candidature
Les sites olympiques sont dévoilés le 17 février 2016,,,,. Ils prennent en compte les 28 disciplines de base des Jeux olympiques et paralympiques. Pour les Jeux olympiques, il est possible qu'il y ait des sports additionnels ; en 2020, ils seront au nombre de cinq, pouvant être renouvelés.

## Historique

### Sélection du site hôte pour les épreuves nautiques
Six sites étaient candidats pour accueillir les épreuves de voile : La Rochelle, Marseille, le Morbihan, Brest, Le Havre et Hyères. Durant le mois de juillet 2015, le comité Ambition olympique et paralympique, responsable du dossier parisien, a visité les 6 sites en compétition.
D'après le journal L'Équipe, les favoris sont La Rochelle, Marseille et le Morbihan.
Les candidatures de La Rochelle et de Marseille provoquent à la fin de l'été 2015 un débat alors que plusieurs responsables politiques des deux villes sont accusés de conflit d'intérêts dans la presse.[réf. nécessaire] Le 5 septembre 2015, Edgar Grospiron, membre du comité Ambition olympique et paralympique qui doit choisir la ville hôte des épreuves nautiques, répond à une pétition à ce sujet, « JO Paris 2024 : contre les magouilles ! », selon laquelle une stratégie politique serait mise en place pour faire gagner La Rochelle ou Marseille. Alors qu'elle réunit plusieurs centaines de signatures (669 le 7 septembre), l'ancien champion de ski réagit et déclare son mécontentement, précisant que la procédure de vote pourrait faire taire toute critique.
Le 7 septembre, il est annoncé que la ville choisie dans le cadre des épreuves nautiques est Marseille. Les membres de l'association Ambition olympique et paralympique se disent satisfaits de leur choix. Reste à choisir le lieu d'implantation du village marseillais. La Corniche serait aménagée afin d'accueillir des tribunes dont l'accès aux gradins serait payant. Les épreuves se dérouleront dans la rade de Marseille.

### Sélection du site d'accueil du village olympique
En cas de victoire de Paris pour l'organisation des Jeux olympiques d'été 2024, trois sites sont en compétition pour l'accueil des athlètes, tous en Seine-Saint-Denis : Bourget-Dugny, Pleyel-L'Ile-Saint-Denis et Pantin-Est Ensemble. C'est le site de Pleyel qui est finalement retenu.
Le village olympique serait plus précisément établi à L'Île-Saint-Denis sur 50 hectares, dont 5,7 ha d’un plan d’eau. Situé à moins de 2 kilomètres du Stade de France, il hébergerait plus de 17 000 athlètes au cours des Jeux olympiques et paralympiques.

### Village des médias
Le village des médias se tient à Dugny sur près de 80 000 m2 en intérieur et 250 000 m2 en extérieur.

### Évolution
Par rapport aux différentes phases de candidatures, la disposition de certains sites est modifiée pour optimiser au maximum, après avoir suivi les recommandations des fédérations sportives internationales.
Ainsi, quelques sites furent modifiés en passant de la Phase I à la Phase II,, :
- Sports olympiques 
  - Basket-ball (tournoi préliminaire féminin) – Bercy Arena II
  - Boxe – Zénith
  - Haltérophilie – Arena 92
- Sports paralympiques
  - Boccia – Champ de Mars
  - Escrime en fauteuil – Grand Palais
  - Football à cinq – Roland-Garros

En juillet 2022, le Centre national de tir sportif de Châteauroux récupère les épreuves de tir, auparavant prévues à La Courneuve. Les épreuves du tournoi préliminaire de basket-ball sont elles déplacées du Parc des expositions de la porte de Versailles au stade Pierre-Mauroy de Lille, le handball faisant le chemin inverse ; les phases préliminaires des épreuves de boxe auront quant à elles lieu à Villepinte.

## Liste des sites définitive
La liste définitive est validée le 14 décembre 2020. Des modifications sont apportées le 12 juillet 2022.

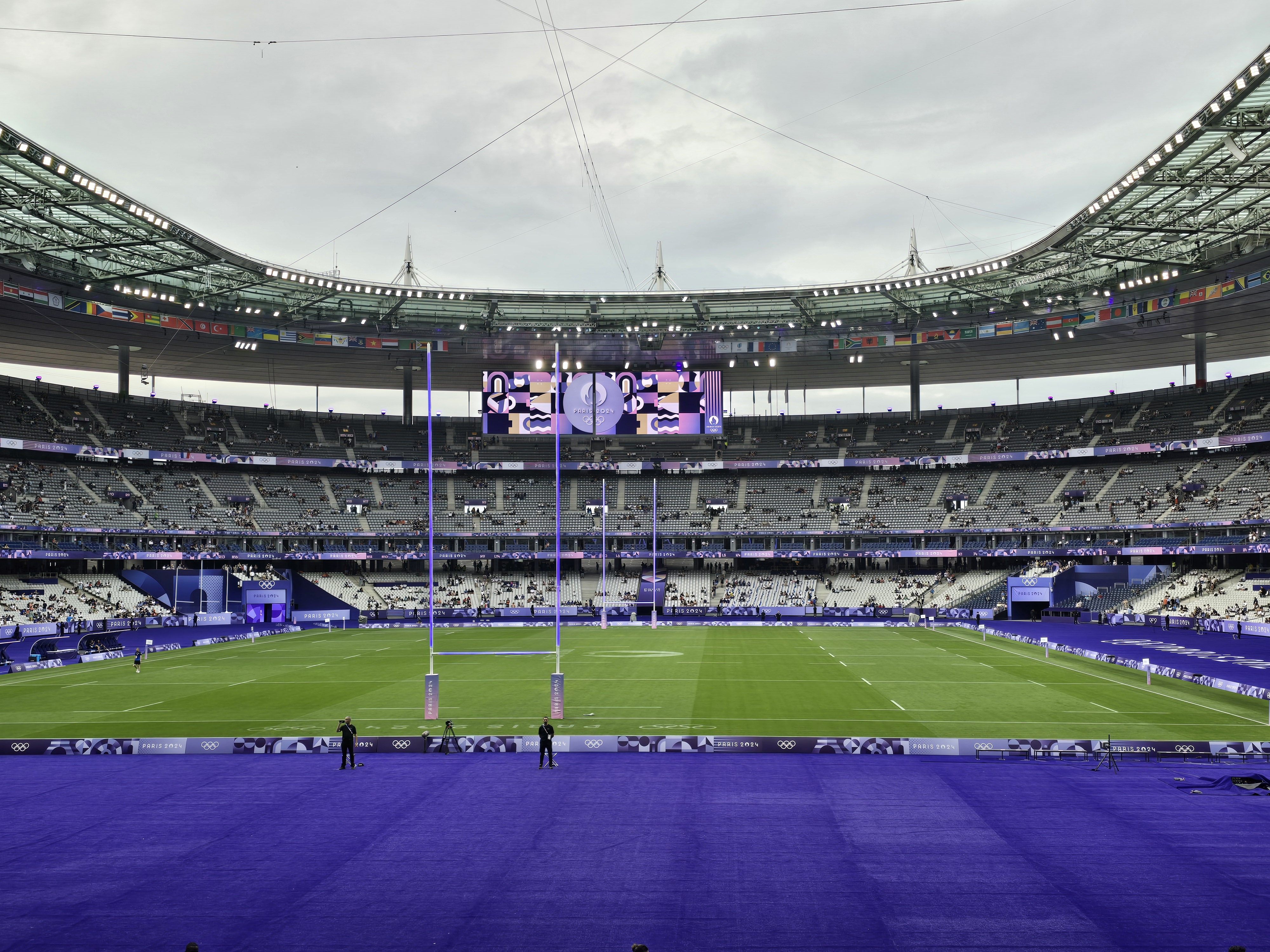
Le Stade de France sous les couleurs des Jeux olympiques d'été de 2024 pour l'épreuve du rugby à sept
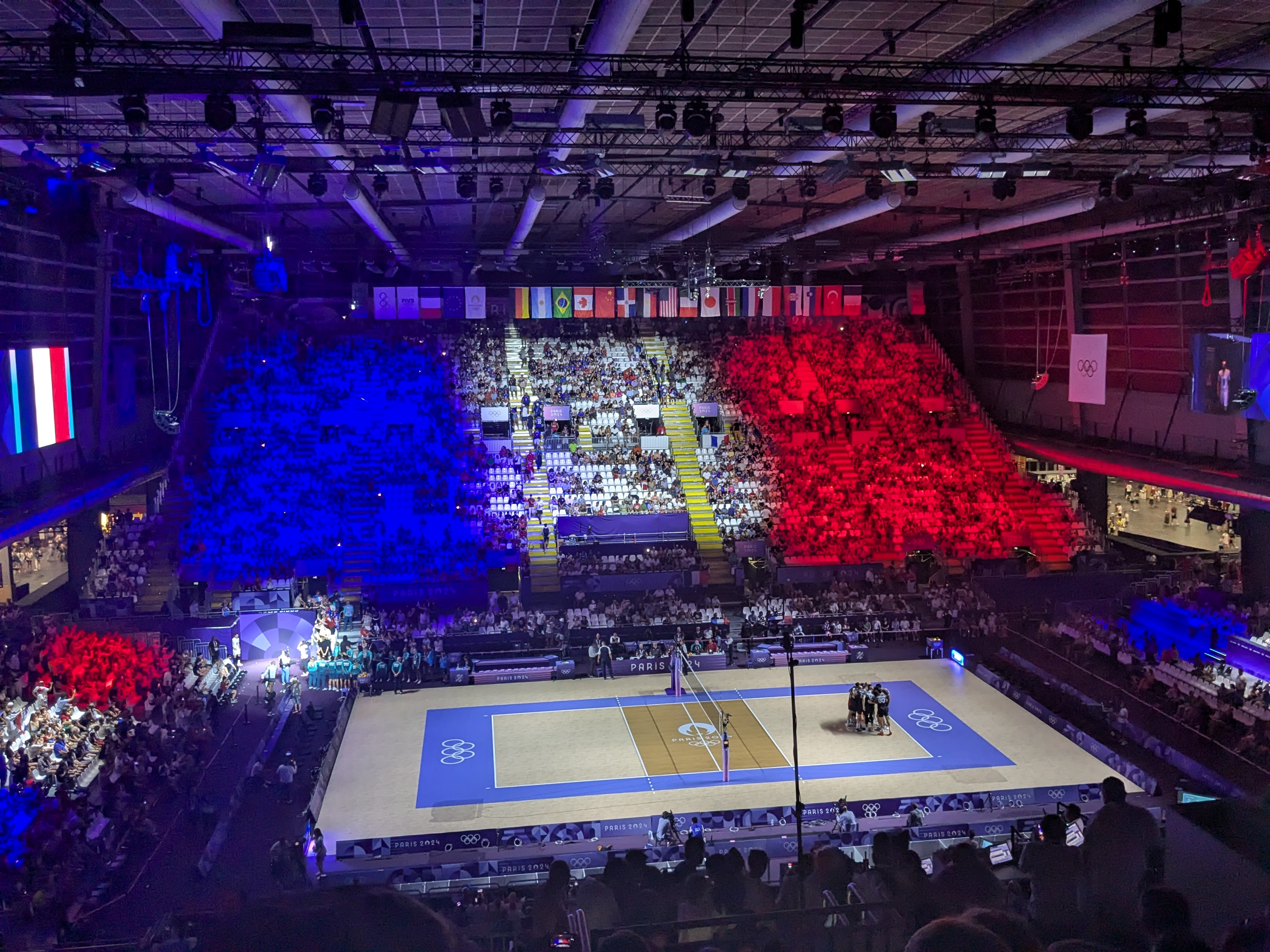
L'Arena Paris Sud lors du match de volleyball France - Canada.
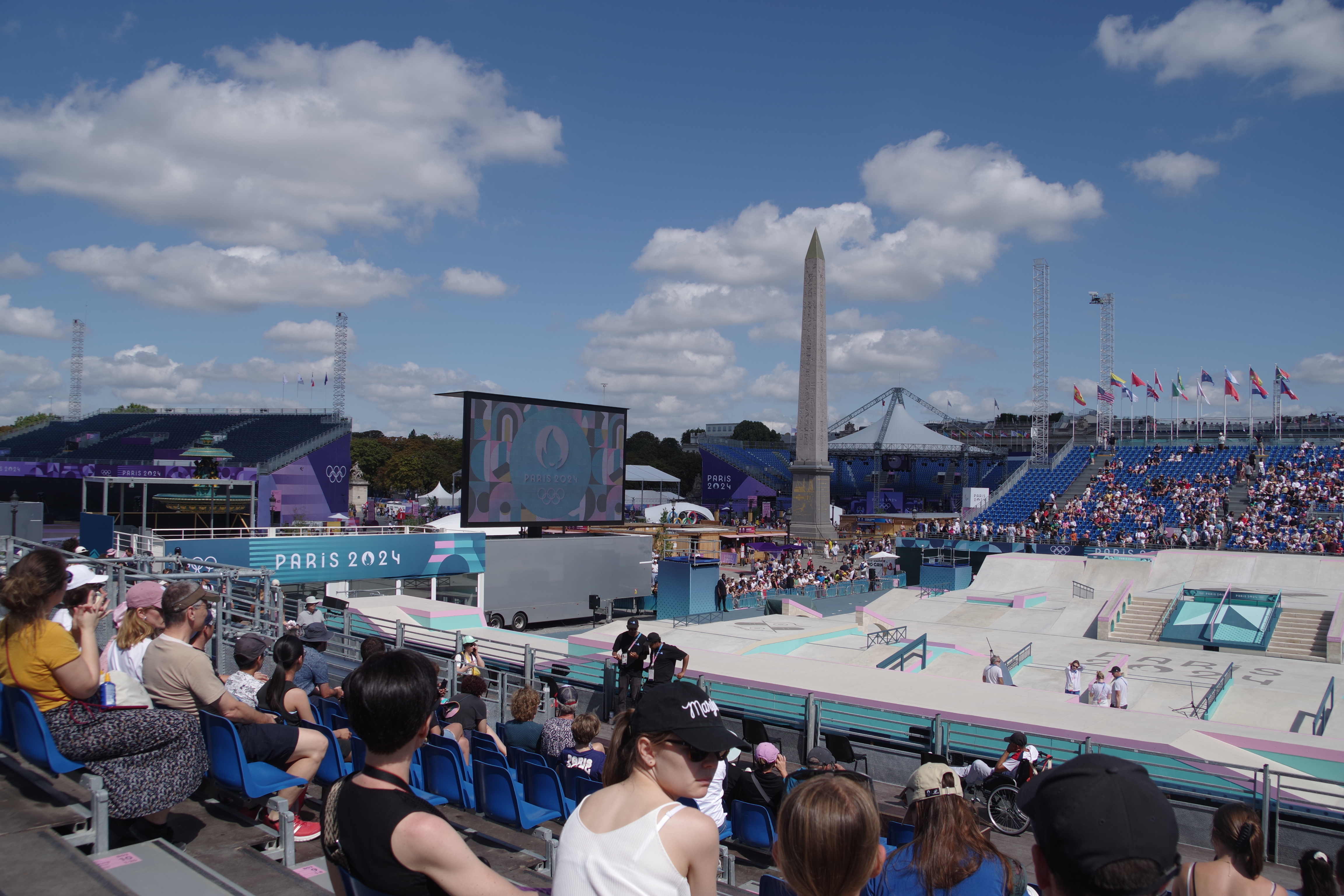
Le Parc urbain sur la Place de la Concorde
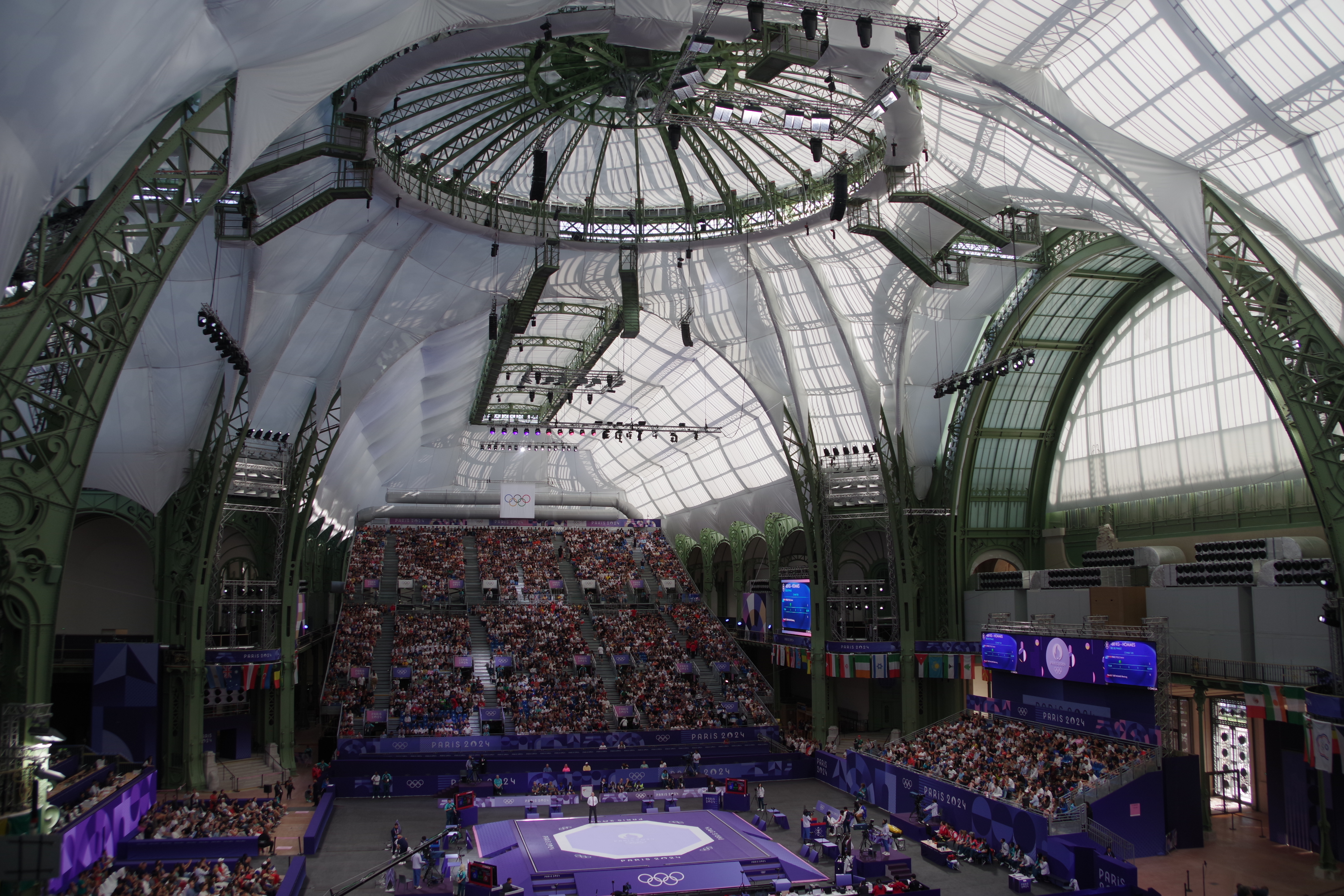
Le Grand Palais durant les épreuves de Taekwondo

| Site                                           | Commune                   | Département         | Statut                                                                  | Sport olympique                              | Sport paralympique                |
| ---------------------------------------------- | ------------------------- | ------------------- | ----------------------------------------------------------------------- | -------------------------------------------- | --------------------------------- |
| Seine                                          | Paris                     | Paris               | Existant                                                                | Cérémonie d'ouverture                        | non                               |
| Stade de France                                | Saint-Denis               | Seine-Saint-Denis   | Existant                                                                | Cérémonie de clôture                         | Cérémonie de clôture              |
| Stade de France                                | Saint-Denis               | Seine-Saint-Denis   | Existant                                                                | Athlétisme                                   | Athlétisme                        |
| Stade de France                                | Saint-Denis               | Seine-Saint-Denis   | Existant                                                                | Rugby à sept                                 | non                               |
| Village olympique de Saint-Denis               | Saint-Denis               | Seine-Saint-Denis   | À construire                                                            | Village olympique et paralympique            | Village olympique et paralympique |
| Village olympique de Saint-Denis               | Saint-Ouen                | Seine-Saint-Denis   | À construire                                                            | Village olympique et paralympique            | Village olympique et paralympique |
| Village olympique de Saint-Denis               | L'Île-Saint-Denis         | Seine-Saint-Denis   | À construire                                                            | Village olympique et paralympique            | Village olympique et paralympique |
| Piscine olympique de Saint-Denis               | Saint-Denis               | Seine-Saint-Denis   | À construire                                                            | Plongeon                                     | non                               |
| Piscine olympique de Saint-Denis               | Saint-Denis               | Seine-Saint-Denis   | À construire                                                            | Natation artistique                          | non                               |
| Piscine olympique de Saint-Denis               | Saint-Denis               | Seine-Saint-Denis   | À construire                                                            | Water-polo                                   | non                               |
| Arena Paris Nord                               | Villepinte                | Seine-Saint-Denis   | Existant                                                                | Boxe (phase préliminaire)                    | Volley-ball assis                 |
| Arena Paris Nord                               | Villepinte                | Seine-Saint-Denis   | Existant                                                                | Pentathlon moderne (épreuve d'escrime)       | Volley-ball assis                 |
| Champ-de-Mars                                  | Paris                     | Paris               | Existant (tribunes provisoires)                                         | Beach-volley                                 | Football à 5                      |
| Pont Alexandre-III                             | Paris                     | Paris               | Existant                                                                | Triathlon                                    | Triathlon                         |
| Pont Alexandre-III                             | Paris                     | Paris               | Existant                                                                | Cyclisme sur route                           | non                               |
| Pont Alexandre-III                             | Paris                     | Paris               | Existant                                                                | Athlétisme (marathon/marche)                 | non                               |
| Pont Alexandre-III                             | Paris                     | Paris               | Existant                                                                | Nage en eau libre                            | non                               |
| Grand Palais                                   | Paris                     | Paris               | Existant (rénovation)                                                   | Escrime                                      | Escrime en fauteuil               |
| Grand Palais                                   | Paris                     | Paris               | Existant (rénovation)                                                   | Taekwondo                                    | Taekwondo                         |
| Grand Palais éphémère (au Champ-de-Mars)       | Paris                     | Paris               | Temporaire (mis en place dès 2021 pour les rénovations du Grand Palais) | Judo                                         | Judo                              |
| Grand Palais éphémère (au Champ-de-Mars)       | Paris                     | Paris               | Temporaire (mis en place dès 2021 pour les rénovations du Grand Palais) | Lutte                                        | Rugby en fauteuil                 |
| Esplanade des Invalides                        | Paris                     | Paris               | Existant                                                                | Tir à l'arc                                  | Tir à l'arc                       |
| Parc des expositions de la porte de Versailles | Paris                     | Paris               | Rénovation                                                              | Tennis de table (Hall IV)                    | Tennis de table (Hall IV)         |
| Parc des expositions de la porte de Versailles | Paris                     | Paris               | Rénovation                                                              | Volley-ball (Hall I)                         | Boccia (Hall I)                   |
| Parc des expositions de la porte de Versailles | Paris                     | Paris               | Rénovation                                                              | Handball (Hall VI)                           | Goalball (Hall VI)                |
| Parc des expositions de la porte de Versailles | Paris                     | Paris               | Rénovation                                                              | Haltérophilie (Hall VI)                      | non                               |
| Parc des Princes                               | Paris                     | Paris               | Existant                                                                | Football                                     | non                               |
| Stade Roland-Garros                            | Paris                     | Paris               | Existant                                                                | Tennis                                       | Tennis fauteuil                   |
| Stade Roland-Garros                            | Paris                     | Paris               | Existant                                                                | Boxe (court Suzanne-Lenglen, phases finales) | non                               |
| Palais omnisports de Paris-Bercy               | Paris                     | Paris               | Existant                                                                | Basket-ball (phase finale)                   | Basket en fauteuil                |
| Palais omnisports de Paris-Bercy               | Paris                     | Paris               | Existant                                                                | Gymnastique artistique                       | non                               |
| Palais omnisports de Paris-Bercy               | Paris                     | Paris               | Existant                                                                | Trampoline                                   | non                               |
| Arena Porte de la Chapelle                     | Paris                     | Paris               | À construire                                                            | Badminton                                    | Badminton                         |
| Arena Porte de la Chapelle                     | Paris                     | Paris               | À construire                                                            | Gymnastique rythmique                        | Haltérophilie                     |
| Paris La Défense Arena                         | Nanterre                  | Hauts-de-Seine      | Construction achevée à l'automne 2017                                   | Natation                                     | Natation                          |
| Paris La Défense Arena                         | Nanterre                  | Hauts-de-Seine      | Construction achevée à l'automne 2017                                   | Water-polo                                   | non                               |
| Stade olympique Yves-du-Manoir                 | Colombes                  | Hauts-de-Seine      | Existant                                                                | Hockey sur gazon                             | non                               |
| Base nautique de Vaires-sur-Marne              | Vaires-sur-Marne          | Seine-et-Marne      | Existant                                                                | Aviron                                       | Aviron                            |
| Base nautique de Vaires-sur-Marne              | Vaires-sur-Marne          | Seine-et-Marne      | Existant                                                                | Canoë-kayak                                  | Canoë-kayak                       |
| Château de Versailles                          | Versailles                | Yvelines            | Existant (tribunes provisoires)                                         | Équitation                                   | Équitation                        |
| Château de Versailles                          | Versailles                | Yvelines            | Existant (tribunes provisoires)                                         | Pentathlon moderne                           | Équitation                        |
| Vélodrome national                             | Saint-Quentin-en-Yvelines | Yvelines            | Existant                                                                | Cyclisme sur piste                           | Cyclisme sur piste                |
| Stade BMX                                      | Saint-Quentin-en-Yvelines | Yvelines            | Existant                                                                | BMX                                          | non                               |
| Colline d'Élancourt                            | Élancourt                 | Yvelines            | Existant                                                                | VTT                                          | non                               |
| Colline d'Élancourt                            | Trappes                   | Yvelines            | Existant                                                                | VTT                                          | non                               |
| Golf national                                  | Saint-Quentin-en-Yvelines | Yvelines            | Existant                                                                | Golf                                         | non                               |
| Centre national de tir sportif                 | Châteauroux               | Indre               | Existant                                                                | Tir                                          | Tir                               |
| Marina olympique                               | Marseille                 | Bouches-du-Rhône    | Existant (tribunes provisoires)                                         | Voile                                        | non                               |
| Teahupo'o et sa vague                          | Taiarapu-Ouest            | Polynésie française | Existant (tribunes provisoires)                                         | Surf                                         | non                               |
| Stade de Bordeaux                              | Bordeaux                  | Gironde             | Existant                                                                | Football                                     | non                               |
| Stade Pierre-Mauroy                            | Villeneuve-d'Ascq         | Nord                | Existant                                                                | Basket-ball (phase éliminatoire)             | non                               |
| Parc Olympique lyonnais                        | Décines-Charpieu          | Métropole de Lyon   | Existant                                                                | Football                                     | non                               |
| Stade Vélodrome                                | Marseille                 | Bouches-du-Rhône    | Existant                                                                | Football                                     | non                               |
| Stade de la Beaujoire                          | Nantes                    | Loire-Atlantique    | Existant                                                                | Football                                     | non                               |
| Allianz Riviera                                | Nice                      | Alpes-Maritimes     | Existant                                                                | Football                                     | non                               |
| Stade Geoffroy-Guichard                        | Saint-Étienne             | Loire               | Existant                                                                | Football                                     | non                               |
| Site d'escalade du Bourget                     | Le Bourget                | Seine-Saint-Denis   | À construire                                                            | Escalade                                     | non                               |
| Parc des expositions du Bourget                | Le Bourget                | Seine-Saint-Denis   | Temporaires et existant                                                 | Centre des médias                            | Centre des médias                 |
| Parc urbain de la Concorde                     | Paris                     | Paris               | Tribunes provisoires                                                    | non                                          | Cérémonie d'ouverture             |
| Parc urbain de la Concorde                     | Paris                     | Paris               | Tribunes provisoires                                                    | Basket-ball 3x3                              | non                               |
| Parc urbain de la Concorde                     | Paris                     | Paris               | Tribunes provisoires                                                    | BMX freestyle                                | non                               |
| Parc urbain de la Concorde                     | Paris                     | Paris               | Tribunes provisoires                                                    | Breakdance                                   | non                               |
| Parc urbain de la Concorde                     | Paris                     | Paris               | Tribunes provisoires                                                    | Skateboard                                   | non                               |